# 维罗尼卡·法拉利
维罗妮卡·法拉利·加尔维斯（Verónica Ferrari Gálvez，1979年6月11日—）是秘鲁语言学家、作家、纪录片制片人和LGBT 群体权利的女权主义活动家。她曾担任利马同性恋运动（MHOL）的执行董事兼主席。  

## 經歷

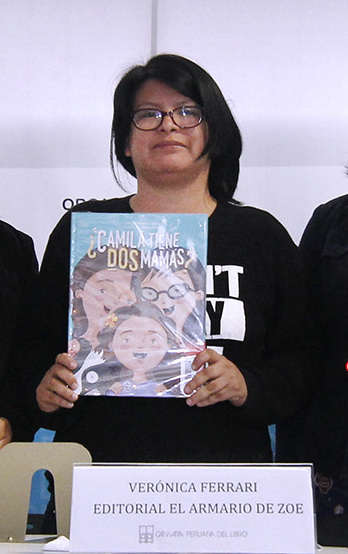
2016年的法拉利

维罗妮卡·法拉利1979年6月11日出生于乔西卡。她是胡安娜·加尔韦斯和工会领袖阿尔贝托·法拉利的女儿，学习法律和政治学，后来在圣马科斯国立市长大学学习语言学。 
2007年，她首次与位于赫苏斯玛丽亚区的利马同性恋运动(MHOL) 办公室的LGBT群体进行接触。2009年，她与伴侣（两人育有一女）分居，并决定投身于LGBT活动。两年后，即2011年，她参加了在利马武器广场举行的重新救赎行动“反对同性恋恐惧症之吻”。 同年，她担任MHOL的执行董事兼总裁，三年后的2014年她辞去了该职位。  

## 作品
2012年，她成为Cucha del Águila和Christiane Félip Vidal领导的出版物《Basta, 100 mujeres en contra de la violencia de género》 秘鲁版 (2012) 的成员。在这本选集中，100名秘鲁女性以短篇小说或诗歌的形式撰写了有关性别暴力的文章。
2015年，她出版了作品《Camila tiene dos mamás？》，这被认为是第一部谈论同性父母的秘鲁儿童故事。故事讲述了一个十岁女孩转学到新学校后，必须回应同学们关于她有两个母亲的好奇心。该作品由设计师Mayra Ávila绘制插图，以法拉利自己的女儿的名字命名。  
2018年，她参与了见证作品“Proyecto Maternidades”， 该作品在El Galpón Espacio、FAE Lima 和 10°Encuentro de Teatro Latinoamericano (Entepola) 上演。 
2020年，她与Ana Karina Barandiarán合作制作了短片纪录片“Y dónde están las lesbianas”。 该片在利马的 Outfest LGTBIQ电影节上展映。 
2022 年，与Silencio Collective合作拍摄了短片《El polvo ya no nubla nuestros ojos》， 该片荣获Punto de Vista 电影节（西班牙纳瓦拉）最佳影片奖、L'Alternativa 电影节（西班牙巴塞罗那）最佳国际短片奖、瓦尔迪维亚电影节评审团特别奖、FENDA（巴西实验电影节）最佳国际影片奖以及科尔托波利斯（阿根廷）最佳短片奖。 
2023年，她参与出版了《非凡的秘鲁作家。故事选集：20-21 世纪》。该书选集由秘鲁文学之家的读书俱乐部Círculo de Literatura Fantástica 编辑。 
2024年，她与罗纳德·阿尔瓦雷斯 (Ronald Alvarez) 和卡洛斯·贾拉米洛 (Carlos Jaramillo) 合作，由Gafas Moradas出版社出版了一本关于LGBTQI记忆的故事集。 

## 争议
法拉利公开承认自己是女同性恋。2017年11月，她的两位前伴侣通过社交网络Facebook指控她虐待法拉利，并声称法拉利对他们实施了心理虐待。法拉利否认了这些指控。 由于这一争议，法拉利所属的政治运动组织“新秘鲁”宣布将就此事对法拉利进行调查。 
2019年，法拉利与一群新秘鲁激进分子因与弗拉基米尔·塞隆 (Vladimir Cerrón ) 领导的政党“自由秘鲁党”结盟而退出该党。 

## 倡议
2020年，她与造型艺术家Ana Karina Barandiarán合作创建了Miguelina Acosta 图书馆项目，这是位于利马塞尔卡多Contumaza街的儿童安全空间，可满足存在社会问题的环境中的教育需求。   
2022年5月14日，在女权运动Divertiferia 庆祝活动期间，该图书馆遭到极右翼团体La Resistencia的袭击，与此同时，反对佩德罗·卡斯蒂略政府的游行也经过该地区。 